# Centrale de Paugan
La centrale de Paugan est un barrage hydroélectrique d'Hydro-Québec situé non loin de la municipalité de Low, en Outaouais. D'une puissance de 202MW, il a été érigé en 1928 sur la rivière Gatineau. 

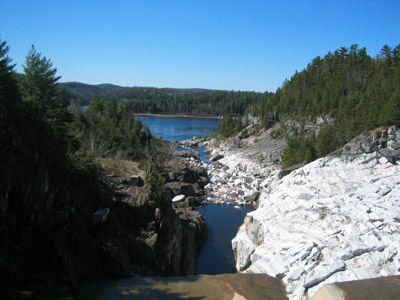

À l'époque, sa ligne de transmission de 220 kV s'étendant sur plus de 440 km vers Toronto constituait une première.